# Allessa (Unternehmen)
Die Allessa GmbH und die AllessaProduktion GmbH (bis 30. September 2012 AllessaChemie GmbH) sind Chemieunternehmen mit Sitz in Frankfurt am Main-Fechenheim. Weitere Standorte befinden sich in Frankfurt-Griesheim sowie in Frankfurt-Höchst.

## Unternehmen
Die Allessa GmbH ist ein Auftragshersteller, spezialisiert auf Verfahrensentwicklung und Herstellung organischer Zwischenprodukte und Spezialchemikalien für industrielle Kunden. Die Kapazität ihrer Anlagen reicht je nach Produkt von einigen hundert Kilogramm bis zu mehreren hundert Tonnen pro Jahr. Die Technologie- und Anlagenpalette versetzt das Unternehmen in die Lage, auch komplexe, mehrstufige Synthesen zu entwickeln, die zum Teil für nur einen Kunden hergestellt werden.
Daneben bietet das Unternehmen zusätzliche Leistungen wie das Trocknen, Mahlen und Mischen von Produkten oder die Analytik für Forschung, Entwicklung und Qualitätssicherung sowie Standortdienstleistungen in Fechenheim.
Zu den wichtigsten Kunden zählen die Agro- und die Pharmaindustrie sowie Pigment-, Farbstoff- und Hilfsmittelhersteller, darüber hinaus auch Hersteller von Waschmitteln und Kosmetika sowie Unternehmen, die in der Erdölförderung tätig sind.

## Geschichte
Das Unternehmen entstand 2001 (noch unter dem Namen AllessaChemie GmbH), als die Clariant ihr Werk Cassella-Offenbach mit den beiden Standorten Fechenheim und Offenbach sowie drei Anlagen im Werk Griesheim an eine Gruppe ehemaliger Hoechst-Manager verkaufte, die den Betrieb in eigener Verantwortung weiterführten. Der Name AllessaChemie enthält ein Ananym von Cassella.

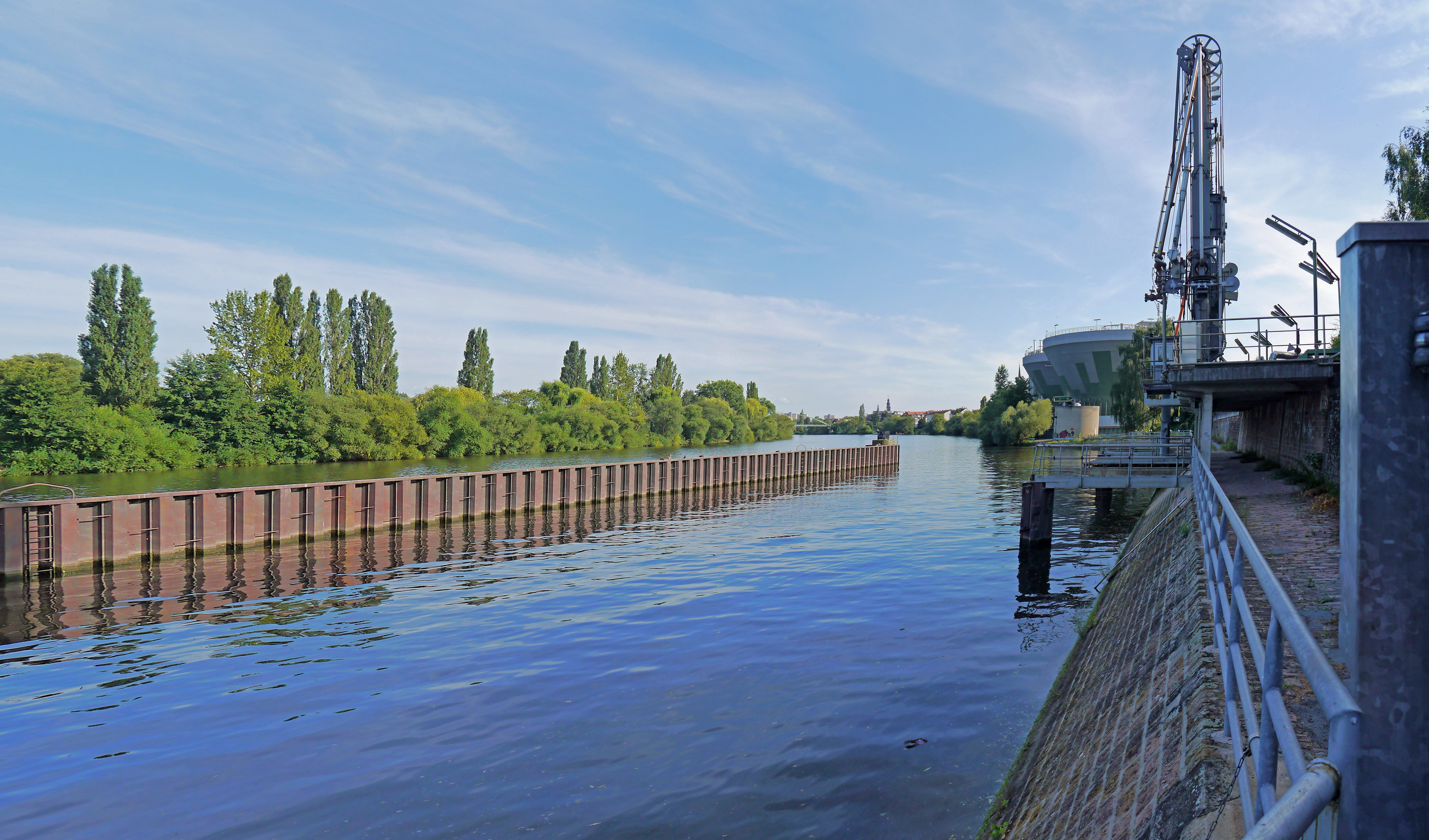
Hafen am Fechenheimer Werk

Der Standort Fechenheim geht auf die 1870 von der Frankfurter Farbengroßhandlung Leopold Cassella & Comp. an der Mainkur gegründete Anilinfabrik zurück. Um 1900 hatte sich die Firma zur größten Azofarbenfabrik der Welt entwickelt. Die spätere Cassella AG hatte hier ihre Konzernzentrale. Heute befindet sich hier der Hauptsitz der Allessa GmbH. Der Standort wird zudem als Industriepark betrieben. Eine Produktionsanlage betreibt die Allessa GmbH im Industriepark Griesheim, wo Ludwig Baist 1856 eine chemische Fabrik gegründet hatte. Der traditionsreiche Standort wird seit 2009 von Infrasite Griesheim, einer Tochtergesellschaft von Infraserv Höchst, betrieben. Die letzte Produktionsanlage im früheren Werk Offenbach wurde 2010 stillgelegt.
2012 wurde der Markenname Cassella neu eingetragen und agiert unabhängig von Allessa. Seit 1. Dezember 2012 verfügt die Allessa GmbH aufgrund der Verschmelzung mit der AllessaSyntec GmbH über einen dritten Standort in Frankfurt-Höchst. Dieser firmiert seit 2017 unter dem Namen WeylChem InnoTec.
Am 25. September 2013 hat die International Chemical Investors Group (ICIG) mit der Cassella GmbH eine Übereinkunft erzielt, nach der ICIG alle Anteile an der Allessa GmbH erwirbt. Im Nachgang hierzu wurden die Produktionsaktivitäten in der neu gegründeten AllessaProduktion GmbH gebündelt. Innerhalb der ICIG ist die Allessa der WeylChem Gruppe zugeordnet.
Im August 2019 wurde der Betrieb der Katalytischen Reduktion im Industriepark Frankfurt-Griesheim endgültig geschlossen.